# Mycetophagus pluripunctatus
Mycetophagus pluripunctatus är en skalbaggsart som beskrevs av Leconte 1856. Mycetophagus pluripunctatus ingår i släktet Mycetophagus och familjen vedsvampbaggar. Inga underarter finns listade i Catalogue of Life.